# Ordinul Lâna de Aur

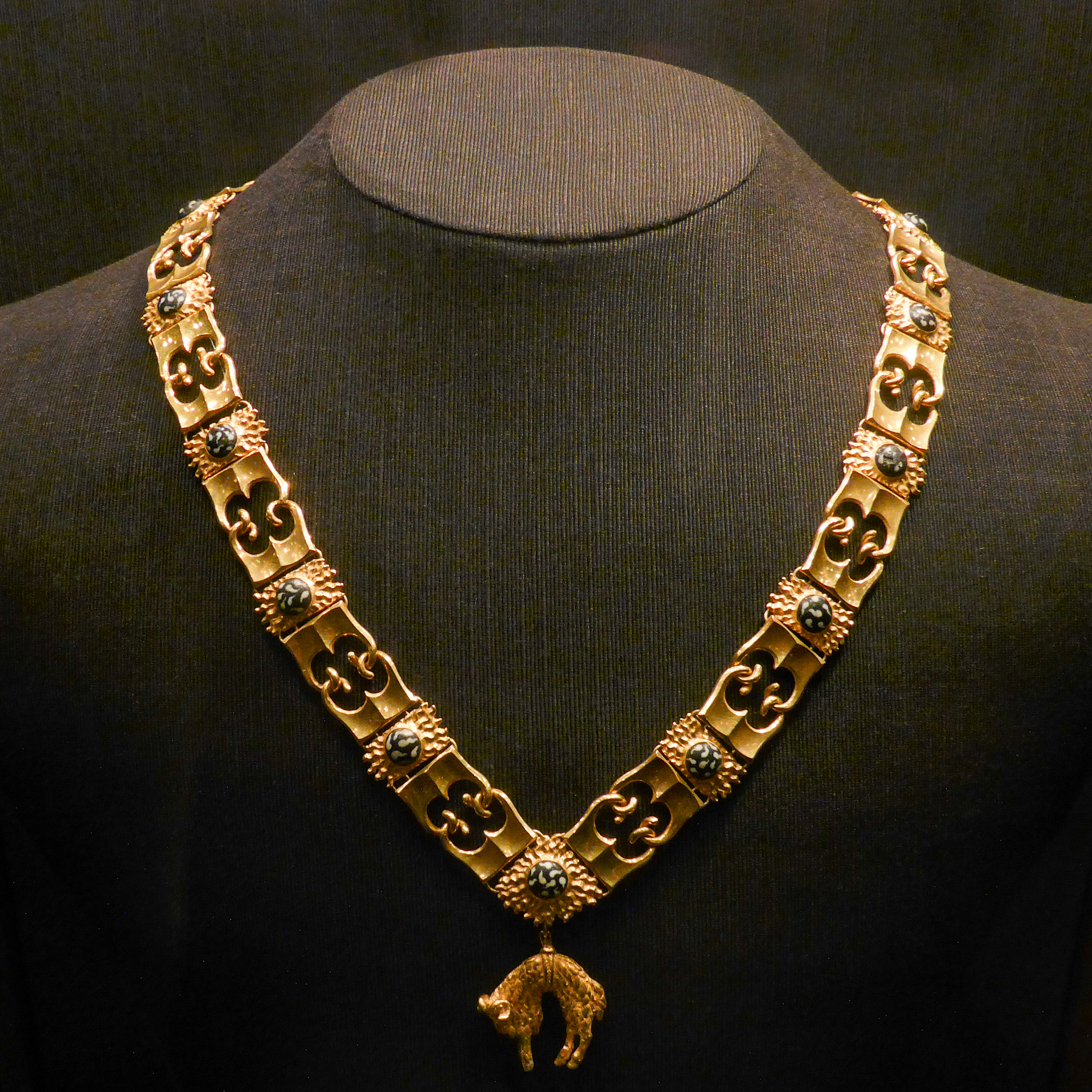
Colanul Ordinului Lâna de Aur

Ordinul Lâna de Aur (spaniolă Orden del Toisón de Oro, germană Orden vom Goldenen Vlies) este un ordin cavaleresc înființat în 1430, la Bruge, de Filip al III-lea, Duce de Burgundia, pentru a celebra căsătoria sa cu Infanta Isabela a Portugaliei, fiica regelui João I al Portugaliei. A devenit unul dintre cele mai prestigioase ordine din Europa.

## Istorie

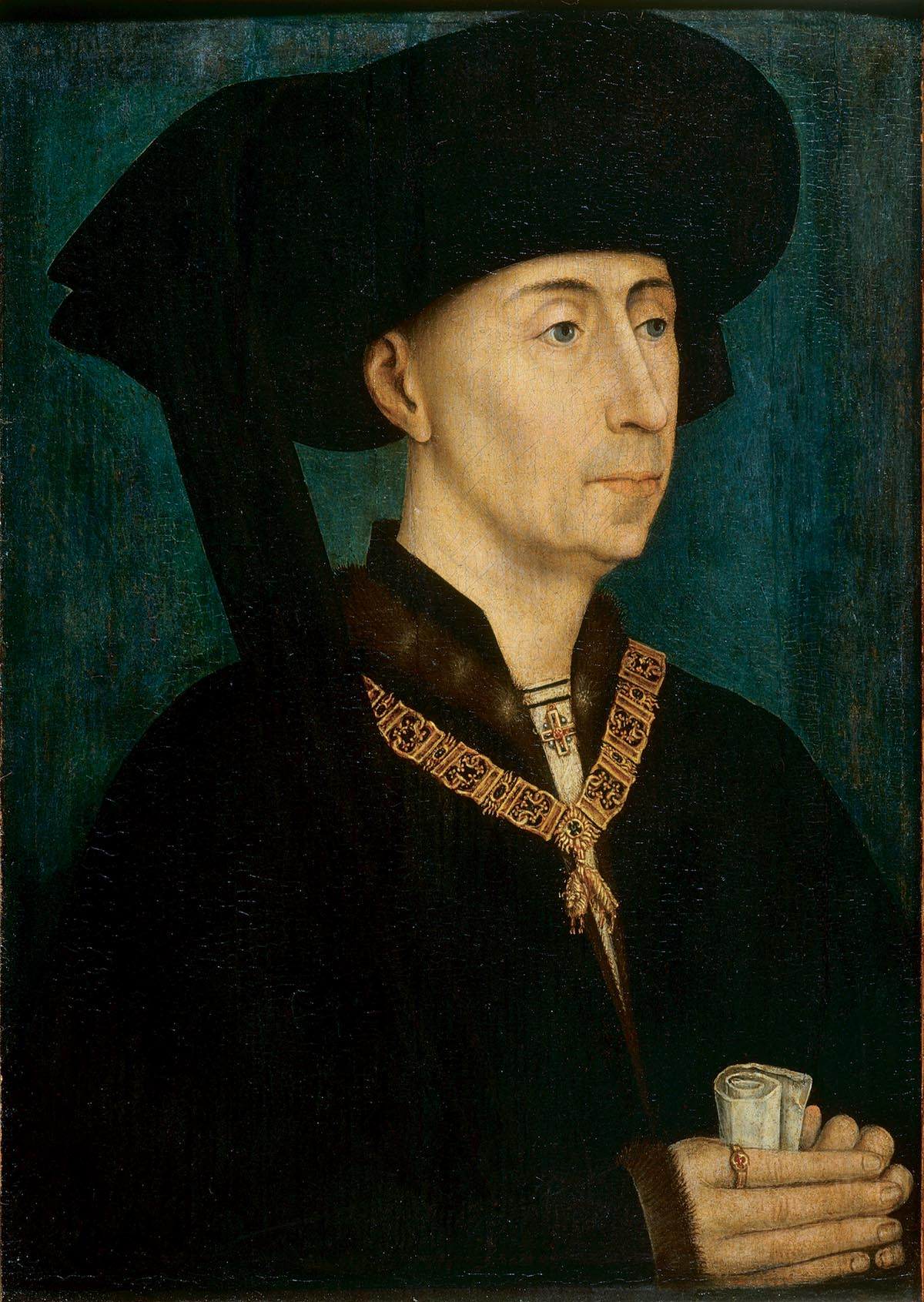
Filip cel Bun a înființat Ordinul Lâna de Aur.

Constituirea ordinului s-a făcut în 1429 pentru a celebra căsătoria lui Filip cel Bun cu prințesa portugheză Isabela de Avis, fiica regelui João I al Portugaliei iar nunta a avut loc în orașul Bruges, la 10 ianuarie 1430. Inițial numărul cavalerilor a fost limitat la 24 dar a crescut la 30 în 1433 și la 50 în 1516, plus suveranul. Membrii ordinului nu puteau fi "eretici" și, prin urmare, a devenit o distincție exclusiv catolică în timpul Reformei. Primul Rege de arme al Ordinului a fost Jean Le Fèvre de Saint-Remy. Acesta a primit privilegii neobișnuite față de alte ordine cavalerești: suveranul îl consulta înainte de a merge la război, toate disputele dintre cavaleri urmau să fie soluționate de ordin. Carol al V-lea a conferit Ordinului jurisdicție exclusivă pentru crimele comise de cavaleri: arestarea infractorului se putea face doar cu un ordin semnat de cel puțin șase cavaleri și în timpul procesului el nu rămânea în închisoare ci în custodia blândă a colegilor săi cavaleri.
Bula de confirmare a Ordinului și aprobarea constituirii și ordonanțelor sale a fost dată de Papa Eugen al IV-lea la 7 septembrie 1433, Ordinul având patru demnități: cancelar, trezorier, rege de arme și secretar. 